# Anthony Martial
Pour les articles homonymes, voir Martial.
Anthony Martial, né le 5 décembre 1995 à Massy, en Essonne, est un footballeur international français qui évolue au poste d'ailier gauche à l'AEK Athènes.
Il est le frère du défenseur Johan Martial.

## Biographie

### Enfance dans la banlieue parisienne

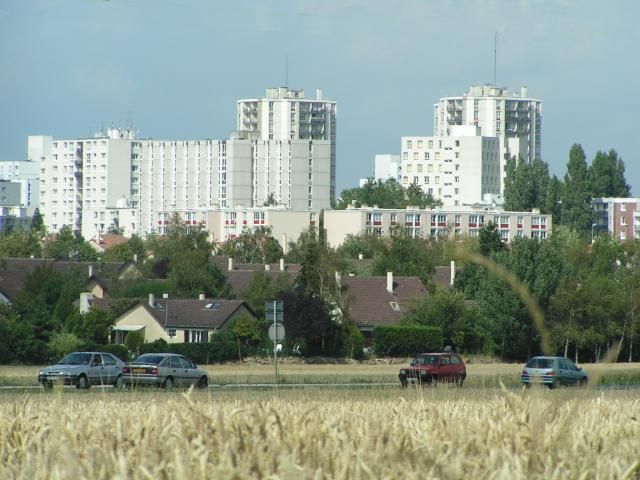
Anthony Martial est originaire des Ulis, comme Thierry Henry et Patrice Évra.

Anthony Martial naît le 5 décembre 1995 à Massy dans le département de l'Essonne, en Île-de-France. D'origine guadeloupéenne, il grandit dans la tour janvier du quartier des Bergères aux Ulis. C'est dans cette ancienne ZUP de la région parisienne qu'Anthony découvre le football avec ses frères Dorian et Johan ; tous deux désormais joueurs de football. Fabrice Tenin, son ami d'enfance, raconte qu'il jouait tout le temps, que ce soit sur un terrain en herbe ou dans la rue, avec un ballon de football ou une balle de tennis, et tout cela quelles que soient les conditions climatiques. Alors qu'il n'a que 6 ans, son père, Florent, un fonctionnaire, et sa mère, qui travaille dans le milieu pharmaceutique, l'inscrivent dans le club local des Ulis.
Fort de son talent, il est repéré par Philippe Lambolley, un ancien entraîneur reconverti agent de joueurs, qui se charge de considérer les offres des différents émissaires français et internationaux, y compris celles de Manchester City. Les années passent, et, à l'âge de 13 ans, il est le phénomène du club, à tel point qu'il y a « plus de recruteurs au stade que de parents ». Anthony rencontre alors Gérard Bonneau, chargé du recrutement des jeunes à l'Olympique lyonnais, qui lui propose de rester un an de plus dans la région parisienne en intégrant l'INF Clairefontaine. À cause de ses résultats scolaires insuffisants, il est recalé par le centre de pré-formation francilien et est contraint de signer une clause de non-sollicitation avec le club lyonnais. Il reste donc une année supplémentaire aux Ulis, tout en réalisant des séjours au centre Tola-Vologe pendant les vacances scolaires.

### Formation et débuts professionnels à Lyon
En 2009, Martial rejoint le Tola-Vologe, le centre de formation de l'Olympique lyonnais. Il y réalise toutes ses gammes et s'impose comme l'un des plus grands espoirs lyonnais, malgré une nonchalance peu appréciée par ses entraîneurs. En catégorie U17, il inscrit 15 buts en 15 matches durant sa première saison, puis 32 buts en 21 matches l'année suivante. Porté par son rendement efficace, il est surclassé et fait quelques apparitions avec les U19 ainsi qu'avec l'équipe-réserve en CFA.
Par conséquent, le 22 août 2012, à 16 ans et 9 mois, il signe son premier contrat professionnel. Pour Armand Garrido, coach des U17 lyonnais, cela apparaît comme une évidence car « si lui ne passait pas pro, personne ne pouvait ». Sa première apparition dans l'effectif professionnel a lieu le 6 décembre 2012, lors d'un match de Ligue Europa contre Kiryat Shmona (2-0). En Ligue 1, il fait ses débuts le 3 février 2013 sur le terrain de l'AC Ajaccio en disputant les onze dernières minutes (1-3). Il termine la saison avec un bilan de quatre matches.
À l'aube de la saison 2013-2014, Martial est vendu à l'AS Monaco, à la grande surprise du staff et des supporters lyonnais qui le comparaient déjà à Karim Benzema. Dans un communiqué, Jean-Michel Aulas explique alors « qu'il devait effectuer un transfert avant la fin de l'exercice 2012-2013 pour respecter la stratégie financière du club ».

### Révélation du championnat français avec Monaco

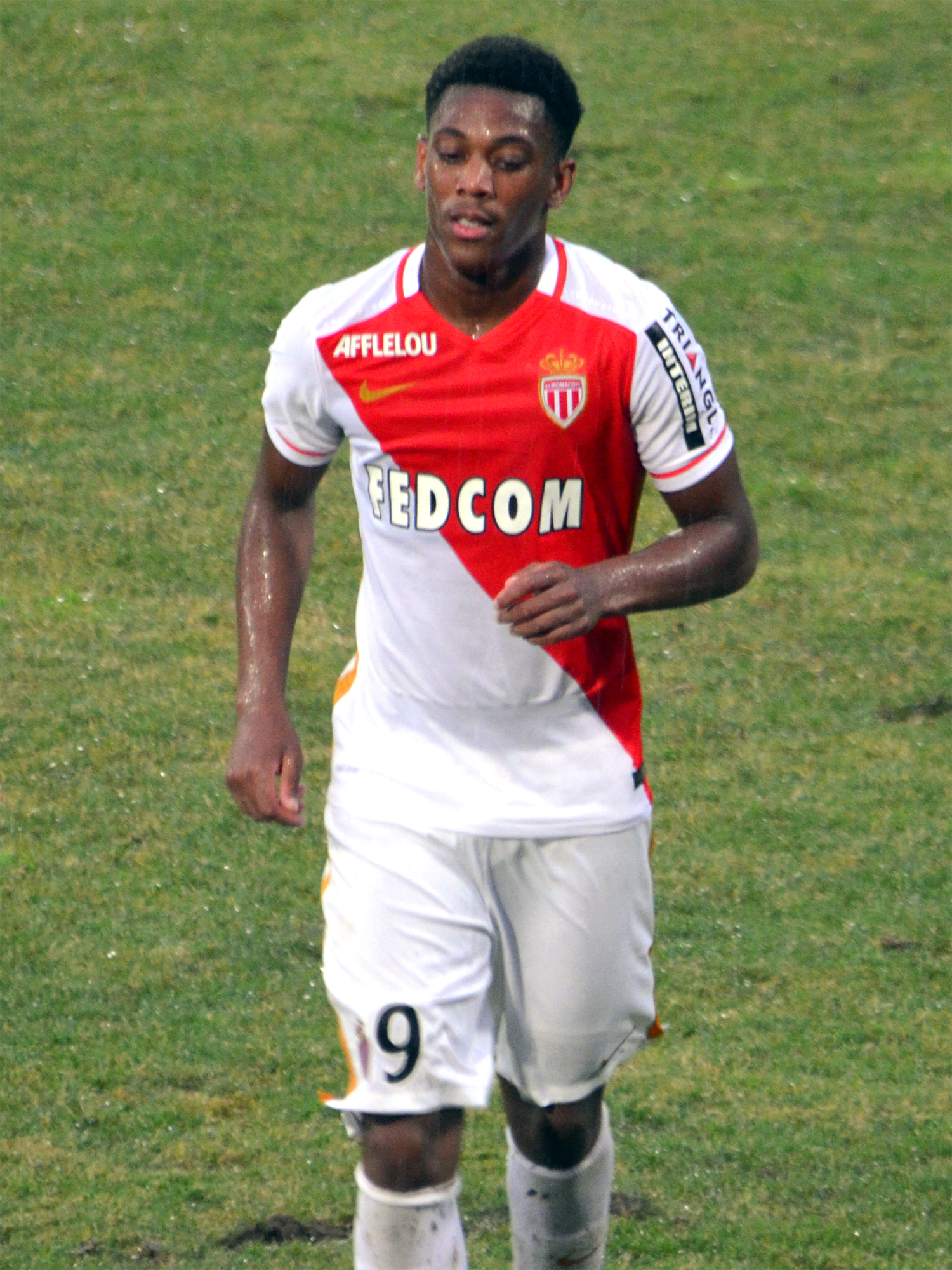
Martial avec l'AS Monaco, son club formateur, en 2015.

En juin 2013, il s'engage pour quatre saisons avec l'AS Monaco, contre une indemnité de transfert de 5 millions d'euros, fait rarissime pour un joueur de cet âge. Pour sa première titularisation en Ligue 1 le 30 novembre 2013, Anthony Martial marque son premier but de la saison à la 44e minute de jeu. Il est remplacé par Lucas Ocampos à la 74e minute de jeu.
Le 26 juin 2015, il prolonge jusqu'en 2019 avec l'AS Monaco.
Lors de la première journée de championnat de la saison 2015-2016, l'attaquant offre une passe décisive pour Bernardo Silva. L'ASM s'impose 2-1 face à l'OGC Nice. Le 19 août 2015, Martial délivre une passe décisive en barrage de Ligue des champions.

### Manchester United
Durant le dernier jour du mercato estival 2015, Anthony Martial signe pour quatre saisons plus une année en option avec Manchester United. Le montant du transfert est de 50 millions d' euros plus 30 millions éventuels sous forme de trois bonus. Ces bonus, qui concernent sa période de contrat mancunienne, comprennent : 10 millions d' euros au cas où Martial marque 25 buts en compétition officielle du club anglais, 10 millions s'il obtient 25 sélections d'au moins 45 minutes avec l'équipe de France et enfin 10 millions s'il est nommé pour le Ballon d'or. En cas de vente ultérieure de Martial à partir de 60 millions d' euros, l'AS Monaco est intéressée à hauteur de 50 % de la plus-value.
Il fait sa première apparition sous le maillot des Red Devils le 12 septembre 2015 en rentrant à la 66e minute de jeu contre Liverpool, lors de la victoire 3-1 des mancuniens. Vingt minutes plus tard, il inscrit sa première réalisation au terme d'une action individuelle. Le 15 septembre, il est titulaire en Ligue des champions face au PSV Eindhoven (défaite 2-1) avant de jouer sa première rencontre de championnat le 20 septembre et d'y inscrire à cette occasion son premier doublé en Premier League contre Southampton (victoire 2-3). Il est également buteur pour son premier match de League Cup le 23 septembre, portant le score à 3-0 contre Ipswich Town.
Ses performances lui valent d'être élu meilleur joueur du mois de septembre en Premier League, signe de son adaptation très rapide au sein du club mancunien.
Le 21 octobre 2015, Martial marque un but lors d'un match en Ligue des champions face au CSKA Moscou et permet à son équipe d'arracher le nul (1-1).
À la suite de débuts brillants avec Manchester United, Martial fait beaucoup parler de lui. Il est même comparé à la légende d'Arsenal, Thierry Henry pour sa ressemblance de mouvement et de technique. Celui-ci, désormais consultant en Angleterre, déclare au sujet de Martial : « Ce que j'aime chez lui, c'est son calme. Il semble qu'il ne soit pas impressionné, il ne se soucie pas de ce que les gens disent, des attentes, de l'environnement où il joue. Quand il arrive devant le but, il agit comme un attaquant qui joue depuis six ou sept ans. C'est à son crédit. ». Le 23 avril 2016, Il offre la finale de FA Cup à son club face à Everton grâce à un but à la dernière minute.
Le 26 mai 2016, son but inscrit contre Stoke lors de la victoire de Manchester United en FA Cup, est élu plus beau but de l'année en Angleterre.
Le 24 mai 2017, Anthony Martial remporte la Ligue Europa après la victoire de Manchester United 2 à 0 face à l'Ajax.
Lors de la saison 2019-2020, suspendue plusieurs mois en raison du Covid-19, Anthony Martial inscrit son premier triplé avec les Red Devils lors d'un match face à Sheffield United comptant pour la 31e journée de Premier League, remportée par Liverpool. À cette occasion, il met fin à la série de sept années sans triplé inscrit par un joueur de Manchester United, le précédent datant de la saison 2012/2013 et ayant été inscrit par Robin van Persie.
Martial a été nommé joueur de l'Année 2019-2020 par ses coéquipiers de Manchester United. Auteur de sa meilleure saison en carrière avec 23 buts en 48 matchs, ce qui fait de lui le meilleur buteur du club toutes compétitions confondues, il a également terminé l'exercice avec le statut de meilleur passeur, à égalité avec Marcus Rashford (9 passes). 
Le 27 mai 2024, il annonce son départ de Manchester United après neuf ans passés au club et 317 matches joués et 90 buts marqués.

#### Prêt au Séville FC
Le 25 janvier 2022, Martial est prêté au Séville FC pour le reste de la saison, sans option d'achat. Le Français, en manque de temps de jeu à Manchester, tente d'apporter un nouvel élan à sa carrière.

### AEK Athènes
Il signe à l'AEK Athènes, libre, le 18 septembre 2024.

### En sélection

#### En junior et chez les espoirs (2010-2015)
Appelé dans toutes les catégories d'âge de jeunes depuis les moins de 16 ans, Martial est surclassé en Équipe de France des moins de 19 ans à l'occasion de l'Euro 2013 de la catégorie où il accompagne la génération 1994. La France atteint la finale perdue contre la Serbie (0-1). Lors de la compétition, Martial participe aux cinq rencontres, délivrant une passe décisive pour Adrien Hunou lors de la victoire 2-0 contre la Turquie en phase de poules.
Quelques semaines plus tard, il est appelé pour la première fois en Équipe de France espoirs par Willy Sagnol pour un match amical contre l'Allemagne le 13 août. Il fête sa première cape en entrant en jeu à la 52e minute lors du match nul 0-0 contre les Allemands. Il marque son premier but avec les Bleuets le 5 septembre 2013 lors d'une large victoire 5-0 contre le Kazakhstan comptant pour les éliminatoires de l'Euro espoirs 2015.

#### En équipe A

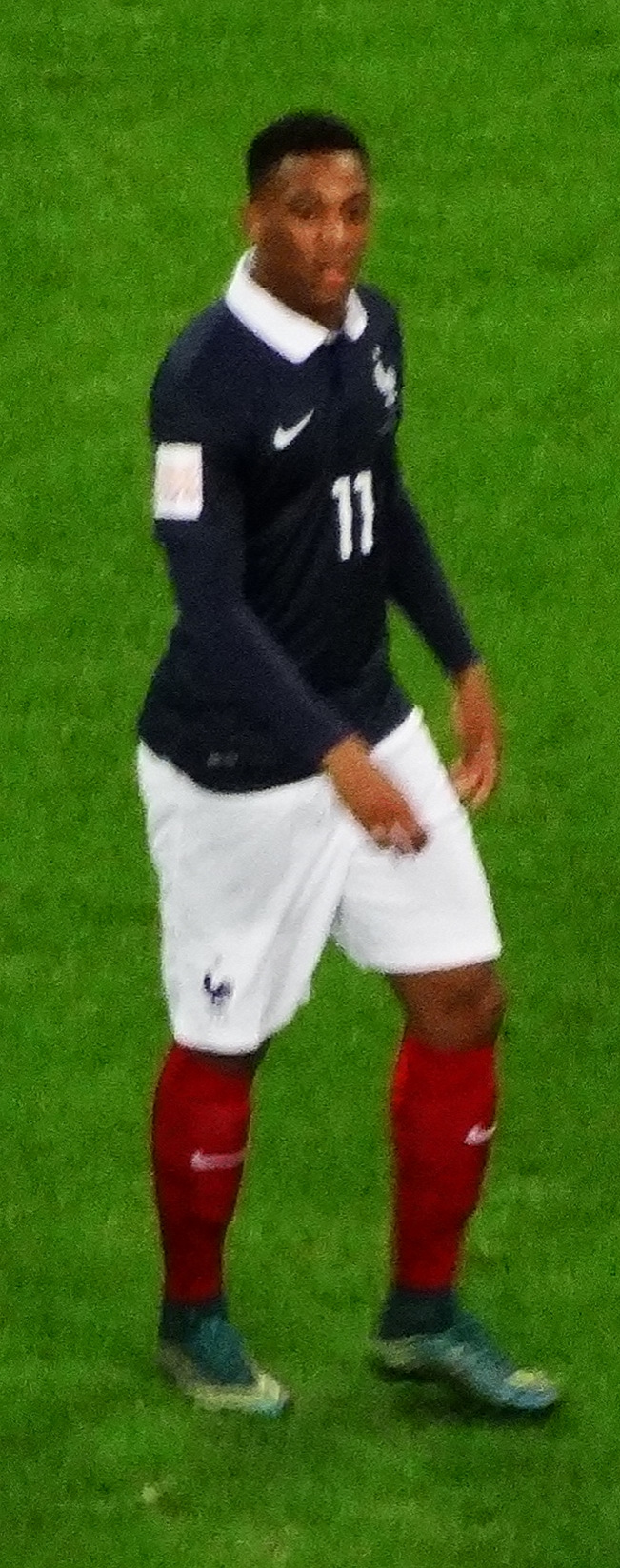
Martial avec l'équipe de France en novembre 2015.

Le 27 août 2015, quelques jours après avoir été éliminé de la Ligue des champions avec son club, qui était alors Monaco, le sélectionneur Didier Deschamps l'appelle pour la première fois en équipe de France pour affronter le Portugal et la Serbie. Ce dernier justifie son choix du jeune attaquant monégasque : « Anthony Martial a un potentiel intéressant. On va le voir à l'intérieur du groupe ». Il quitte alors le centre d’entraînement de Clairefontaine où il vient tout juste d'arriver, pour aller à Manchester et signer son contrat avec les Red Devils. Le 4 septembre 2015, il fête sa première cape en remplaçant Karim Benzema lors d'une victoire 1-0 face au Portugal.
Le 8 octobre 2015, Anthony Martial rentre en jeu à la place de Mathieu Valbuena lors d'un match amical contre l'Arménie (4-0), pour sa troisième sélection avec Les Bleus. Il en profite pour réaliser une passe décisive à Karim Benzema, ce qui est sa première avec l'équipe de France.
Anthony Martial montre encore une fois son talent lors du match du 13 novembre 2015 face aux Allemands (champions du monde en titre). Il offre une passe décisive (sa troisième en bleu) à Giroud en effaçant deux joueurs allemands (2-0). Le 17 novembre, il commence le match contre l'Angleterre (défaite 2-0) en tant que titulaire sur l'aile gauche. Il assiste aux hommages rendus par Wembley à la France après les attentats de Paris le soir du match contre l'Allemagne.
Il fait partie de la liste des 23 joueurs français sélectionnés pour disputer l'Euro 2016. Il entre en jeu lors des deux premiers matchs puis ne rejoue pas avant la finale lors de laquelle la sélection s'incline face au Portugal en prolongation.
Le 1er septembre 2016, il inscrit son premier but en Équipe de France en match amical face à l'équipe d'Italie. Son équipe s'impose finalement 3-1.
Le 14 novembre 2017, à Cologne, en match amical face à l'Allemagne (2-2), il délivre une passe décisive pour Alexandre Lacazette. Il n'est pas retenu par Didier Deschamps pour le Mondial 2018 mais fait partie de la liste des réservistes.
Il est par la suite rappelé lors d’un rassemblement de la saison 2018-2019 mais doit déclarer forfait pour cause de blessures.
En 2020, il fait son retour en Équipe de France à l'occasion de la Ligue des nations. Entré en jeu en fin de match en Suède (0-1), l'attaquant de Manchester United a su profiter de sa titularisation contre la Croatie (4-2) pour se mettre en évidence. Passeur décisif pour Antoine Griezmann puis à l'origine du but contre son camp de Dominik Livaković en fin de première période.
Après l'annonce de sa liste des 26 pour l'Euro 2021, Didier Deschamps a justifié l'absence du Mancunien trop juste physiquement.

## Style de jeu
Attaquant rapide et technique, Anthony Martial est capable de jouer sur tous les fronts de l'attaque (buteur axial, ailier gauche, attaquant de soutien). Depuis les côtés, sa capacité à dribbler dans les petits espaces lui permet d'infiltrer les défenses adverses en repiquant dans l'axe. Malgré ces caractéristiques, Martial a été formé en tant qu'attaquant axial ; pour Gérard Bonneau, le recruteur qui l'a amené à Lyon, c'est parce qu'il a « plus de vitesse, de puissance ».
Par son profil hybride, l'utilisation qui a été faite de lui diverge entre ses différents entraîneurs. Claudio Ranieri, avec qui il a découvert la Ligue des champions à Monaco, le faisait jouer comme attaquant de soutien pour qu'il puisse apporter de la vitesse et de la technique à des partenaires plus lents comme Radamel Falcao et Emmanuel Rivière. De la même manière, Louis van Gaal et José Mourinho, ses premiers entraîneurs à Manchester United, l'utilisaient en tant qu'ailier buteur et point de relais pour des attaquants plus efficaces (Wayne Rooney et Romelu Lukaku, entre autres),. À l'inverse, pour Ole Gunnar Solskjær, ses caractéristiques peuvent être utilisées à la pointe de l'attaque.
Martial est régulièrement comparé à Thierry Henry, tous les deux ayant alterné entre le poste de buteur et ailier. Lors de son arrivée à Manchester United, l'ancien attaquant d'Arsenal disait d'ailleurs qu'il était « meilleur que [lui] au même âge » et qu'il pouvait devenir « un joueur de classe mondiale ». Chez les Lyonnais, il était comparé à Karim Benzema pour leur capacité à transformer des attributs d'ailier (vitesse, technique) en armes de buteur.

## Statistiques

### En club
| Saison                | Club                  | Championnat           | Championnat | Championnat | Championnat | Coupe nationale | Coupe nationale | Coupe nationale | Coupe de la Ligue | Coupe de la Ligue | Coupe de la Ligue | Supercoupe | Supercoupe | Supercoupe | Compétition(s) continentale(s) | Compétition(s) continentale(s) | Compétition(s) continentale(s) | Compétition(s) continentale(s) | Total | Total | Total |
| Saison                | Club                  | Division              | M.          | B.          | P.d.        | M.              | B.              | P.d.            | M.                | B.                | P.d.              | M.         | B.         | P.d.       | Comp.                          | M.                             | B.                             | P.d.                           | M.    | B.    | P.d.  |
| 2012-2013             | Olympique lyonnais    | Ligue 1               | 3           | 0           | 0           | 0               | 0               | 0               | 0                 | 0                 | 0                 | -          | -          | -          | C3                             | 1                              | 0                              | 0                              | 4     | 0     | 0     |
| 2013-2014             | AS Monaco             | Ligue 1               | 11          | 2           | 1           | 3               | 0               | 0               | 1                 | 0                 | 0                 | -          | -          | -          | -                              | -                              | -                              | -                              | 15    | 2     | 1     |
| 2014-2015             | AS Monaco             | Ligue 1               | 35          | 9           | 3           | 3               | 2               | 0               | 3                 | 1                 | 0                 | -          | -          | -          | C1                             | 7                              | 0                              | 0                              | 48    | 12    | 3     |
| 2015-2016             | AS Monaco             | Ligue 1               | 3           | 0           | 1           | -               | -               | -               | -                 | -                 | -                 | -          | -          | -          | C1                             | 4                              | 1                              | 1                              | 7     | 1     | 2     |
| Sous-total            | Sous-total            | Sous-total            | 49          | 11          | 5           | 6               | 2               | 0               | 4                 | 1                 | 0                 | -          | -          | -          | -                              | 11                             | 1                              | 1                              | 70    | 15    | 6     |
| 2015-2016             | Manchester United     | Premier League        | 31          | 11          | 4           | 7               | 2               | 5               | 2                 | 1                 | 0                 | -          | -          | -          | C1+C3                          | 6+3                            | 2+1                            | 0                              | 49    | 17    | 9     |
| 2016-2017             | Manchester United     | Premier League        | 25          | 4           | 6           | 3               | 1               | 2               | 3                 | 2                 | 0                 | 1          | 0          | 0          | C3                             | 10                             | 1                              | 0                              | 42    | 8     | 8     |
| 2017-2018             | Manchester United     | Premier League        | 30          | 9           | 5           | 4               | 0               | 1               | 3                 | 1                 | 1                 | -          | -          | -          | C1                             | 8                              | 1                              | 2                              | 45    | 11    | 9     |
| 2018-2019             | Manchester United     | Premier League        | 27          | 10          | 3           | 2               | 1               | 0               | 1                 | 0                 | 0                 | -          | -          | -          | C1                             | 8                              | 1                              | 0                              | 38    | 12    | 3     |
| 2019-2020             | Manchester United     | Premier League        | 32          | 17          | 7           | 5               | 1               | 4               | 4                 | 1                 | 0                 | -          | -          | -          | C3                             | 7                              | 4                              | 1                              | 48    | 23    | 12    |
| 2020-2021             | Manchester United     | Premier League        | 22          | 4           | 6           | 4               | 0               | 0               | 2                 | 1                 | 1                 | -          | -          | -          | C1+C3                          | 5+3                            | 2+0                            | 2+0                            | 36    | 7     | 9     |
| 2021-2022             | Manchester United     | Premier League        | 8           | 1           | 0           | 0               | 0               | 0               | 1                 | 0                 | 0                 | -          | -          | -          | C1                             | 2                              | 0                              | 0                              | 11    | 1     | 0     |
| 2022-2023             | Manchester United     | Premier League        | 21          | 6           | 2           | 2               | 0               | 0               | 3                 | 2                 | 0                 | -          | -          | -          | C3                             | 3                              | 1                              | 1                              | 29    | 9     | 3     |
| 2023-2024             | Manchester United     | Premier League        | 13          | 1           | 0           | 0               | 0               | 0               | 2                 | 1                 | 0                 | -          | -          | -          | C1                             | 4                              | 0                              | 0                              | 19    | 2     | 0     |
| Sous-total            | Sous-total            | Sous-total            | 209         | 63          | 33          | 27              | 5               | 12              | 21                | 9                 | 2                 | 1          | 0          | 0          | -                              | 59                             | 13                             | 6                              | 317   | 90    | 53    |
| 2021-2022             | Séville FC (prêt)     | LaLiga                | 9           | 0           | 1           | 0               | 0               | 0               | -                 | -                 | -                 | -          | -          | -          | C3                             | 3                              | 1                              | 0                              | 12    | 1     | 1     |
| Total sur la carrière | Total sur la carrière | Total sur la carrière | 270         | 74          | 38          | 33              | 7               | 12              | 25                | 10                | 2                 | 1          | 0          | 0          | -                              | 74                             | 15                             | 7                              | 403   | 106   | 59    |

### En sélection
| Années                | Sélection             | Phases finales         | Phases finales | Phases finales | Phases finales | Éliminatoires | Éliminatoires | Éliminatoires | Éliminatoires | Amicaux | Amicaux | Amicaux | Autres compétitions | Autres compétitions | Autres compétitions | Autres compétitions | Total | Total | Total |
| Années                | Sélection             | Comp.                  | M.             | B.             | P.d.           | Comp.         | M.            | B.            | P.d.          | M.      | B.      | P.d.    | Comp.               | M.                  | B.                  | P.d.                | M.    | B.    | P.d.  |
| --------------------- | --------------------- | ---------------------- | -------------- | -------------- | -------------- | ------------- | ------------- | ------------- | ------------- | ------- | ------- | ------- | ------------------- | ------------------- | ------------------- | ------------------- | ----- | ----- | ----- |
| 2015                  | France                | -                      | -              | -              | -              | -             | -             | -             | -             | 6       | 0       | 3       | -                   | -                   | -                   | -                   | 6     | 0     | 3     |
| 2016                  | France                | Euro 2016              | 3              | 0              | 0              | CdM 2018      | 2             | 0             | 0             | 4       | 1       | 1       | -                   | -                   | -                   | -                   | 9     | 1     | 1     |
| 2017                  | France                | -                      | -              | -              | -              | CdM 2018      | -             | -             | -             | 2       | 0       | 1       | -                   | -                   | -                   | -                   | 2     | 0     | 1     |
| 2018                  | France                | Coupe du monde 2018    | -              | -              | -              | -             | -             | -             | -             | 1       | 0       | 0       | LdN                 | -                   | -                   | -                   | 1     | 0     | 0     |
| 2019                  | France                | -                      | -              | -              | -              | Euro 2020     | -             | -             | -             | -       | -       | -       | -                   | -                   | -                   | -                   | 0     | 0     | 0     |
| 2020                  | France                | -                      | -              | -              | -              | -             | -             | -             | -             | 2       | 0       | 0       | LdN                 | 5                   | 0                   | 2                   | 7     | 0     | 2     |
| 2021                  | France                | Euro 2020              | -              | -              | -              | CdM 2022      | 5             | 1             | 1             | -       | -       | -       | -                   | -                   | -                   | -                   | 5     | 1     | 1     |
| 2021                  | France                | Ligue des nations 2021 | 0              | 0              | 0              | CdM 2022      | 5             | 1             | 1             | -       | -       | -       | -                   | -                   | -                   | -                   | 5     | 1     | 1     |
| Total sur la carrière | Total sur la carrière | Total sur la carrière  | 3              | 0              | 0              | -             | 7             | 1             | 1             | 15      | 1       | 5       | -                   | 5                   | 0                   | 2                   | 30    | 2     | 8     |

### Liste des matches internationaux
| Matches internationaux d'Anthony Martial | Matches internationaux d'Anthony Martial | Matches internationaux d'Anthony Martial            | Matches internationaux d'Anthony Martial | Matches internationaux d'Anthony Martial | Matches internationaux d'Anthony Martial | Matches internationaux d'Anthony Martial                                |
|                                          | Date                                     | Lieu                                                | Adversaire                               | Résultat                                 | Compétition                              | Notes                                                                   |
| ---------------------------------------- | ---------------------------------------- | --------------------------------------------------- | ---------------------------------------- | ---------------------------------------- | ---------------------------------------- | ----------------------------------------------------------------------- |
| 1.                                       | 4 septembre 2015                         | Estádio Alvalade, Lisbonne, Portugal                | Portugal                                 | 0 - 1                                    | Match amical                             | Entre en jeu à la place de Karim Benzema à la 74e minute de jeu.        |
| 2.                                       | 7 septembre 2015                         | Stade Matmut-Atlantique, Bordeaux, France           | Serbie                                   | 2 - 1                                    | Match amical                             | Entre en jeu à la place de Mathieu Valbuena à la 76e minute de jeu.     |
| 3.                                       | 8 octobre 2015                           | Allianz Riviera, Nice, France                       | Arménie                                  | 4 - 0                                    | Match amical                             | Entre en jeu à la place de Mathieu Valbuena à la 62e minute de jeu.     |
| 4.                                       | 12 octobre 2015                          | Parken Stadium, Copenhague, Danemark                | Danemark                                 | 1 - 2                                    | Match amical                             | Titulaire et remplacé par Yohan Cabaye à la 88e minute de jeu.          |
| 5.                                       | 13 novembre 2015                         | Stade de France, Saint-Denis, France                | Allemagne                                | 2 - 0                                    | Match amical                             | Titulaire et remplacé par Kingsley Coman à la 69e minute de jeu.        |
| 6.                                       | 17 novembre 2015                         | Stade de Wembley, Londres, Angleterre               | Angleterre                               | 2 - 0                                    | Match amical                             | Titulaire et remplacé par Antoine Griezmann à la 67e minute de jeu.     |
| 7.                                       | 25 mars 2016                             | Amsterdam ArenA, Amsterdam, Pays-Bas                | Pays-Bas                                 | 2 - 3                                    | Match amical                             | Entre en jeu à la place d'Antoine Griezmann à la 46e minute de jeu.     |
| 8.                                       | 25 mars 2016                             | Stade de France, Saint-Denis, France                | Russie                                   | 4 - 2                                    | Match amical                             | Titulaire et remplacé par Kingsley Coman à la 46e minute de jeu.        |
| 9.                                       | 4 juin 2016                              | Stade Saint-Symphorien, Longeville-lès-Metz, France | Écosse                                   | 3 - 0                                    | Match amical                             | Entre en jeu à la place Dimitri Payet à la 46e minute de jeu.           |
| 10.                                      | 10 juin 2016                             | Stade de France, Saint-Denis, France                | Roumanie                                 | 2 - 1                                    | Euro 2016                                | Entre en jeu à la place de Paul Pogba à la 77e minute de jeu.           |
| 11.                                      | 15 juin 2016                             | Stade Vélodrome, Marseille, France                  | Albanie                                  | 2 - 0                                    | Euro 2016                                | Titulaire et remplacé par Paul Pogba à la 46e minute de jeu.            |
| 12.                                      | 10 juillet 2016                          | Stade de France, Saint-Denis, France                | Portugal                                 | 0 - 1                                    | Euro 2016                                | Entre en jeu à la place de Moussa Sissoko à la 110e minute de jeu.      |
| 13.                                      | 1er septembre 2016                       | Stade San Nicola, Bari, Italie                      | Italie                                   | 1 - 3                                    | Match amical                             | Titulaire et remplacé par Dimitri Payet à la 46e minute de jeu.         |
| 14.                                      | 6 septembre 2016                         | Borisov Arena, Borisov, Biélorussie                 | Biélorussie                              | 0 - 0                                    | Éliminatoires mondial 2018               | Titulaire et remplacé par Dimitri Payet à la 57e minute de jeu.         |
| 15.                                      | 10 octobre 2016                          | Amsterdam ArenA, Amsterdam, Pays-Bas                | Pays-Bas                                 | 0 - 1                                    | Éliminatoires mondial 2018               | Entre en jeu à la place de Dimitri Payet à la 67e minute de jeu.        |
| 16.                                      | 10 novembre 2017                         | Stade de France, Saint-Denis, France                | Pays de Galles                           | 2 - 0                                    | Match amical                             | Entre en jeu à la place de Kingsley Coman à la 73e minute de jeu.       |
| 17.                                      | 14 novembre 2017                         | RheinEnergieStadion, Cologne, Allemagne             | Allemagne                                | 2 - 2                                    | Match amical                             | Titulaire.                                                              |
| 18.                                      | 27 mars 2018                             | Stade Krestovski, Saint-Pétersbourg, Russie         | Russie                                   | 3 - 1                                    | Match amical                             | Titulaire et remplacé par Antoine Griezmann à la 58e minute de jeu.     |
| 19.                                      | 5 septembre 2020                         | Friends Arena, Solna, Suède                         | Suède                                    | 0 - 1                                    | Ligue des nations 2020-2021              | Entre en jeu à la place de Kylian Mbappé à la 77e minute de jeu.        |
| 20.                                      | 8 septembre 2020                         | Stade de France, Saint-Denis, France                | Croatie                                  | 4 - 2                                    | Ligue des nations 2020-2021              | Titulaire.                                                              |
| 21.                                      | 4 septembre 2021                         | Stade Olympique de Kiev, Kiev, Ukraine              | Ukraine                                  | 1 - 1                                    | Éliminatoires mondial 2022               | Titulaire, buteur et remplacé par Karim Benzema à la 64e minute de jeu. |
| 22.                                      | 7 septembre 2021                         | Parc Olympique lyonnais, Décines-Charpieu, France   | Finlande                                 | 2 - 0                                    | Éliminatoires mondial 2022               | Titulaire et remplacé par Wissam Ben Yedder à la 80e minute de jeu.     |

### Liste des buts internationaux
| Buts internationaux d'Anthony Martial | Buts internationaux d'Anthony Martial | Buts internationaux d'Anthony Martial  | Buts internationaux d'Anthony Martial | Buts internationaux d'Anthony Martial | Buts internationaux d'Anthony Martial | Buts internationaux d'Anthony Martial   | Buts internationaux d'Anthony Martial                                   |
|                                       | Date                                  | Lieu                                   | Adversaire                            | Score                                 | Résultat                              | Compétition                             | Notes                                                                   |
| ------------------------------------- | ------------------------------------- | -------------------------------------- | ------------------------------------- | ------------------------------------- | ------------------------------------- | --------------------------------------- | ----------------------------------------------------------------------- |
| 1.                                    | 1er septembre 2016                    | Stade San Nicola, Bari, Italie         | Italie                                | 0 - 1                                 | 1 - 3                                 | Match amical                            | But du pied droit à la 17e minute de jeu, passe décisive de Paul Pogba. |
| 2.                                    | 4 septembre 2021                      | Stade olympique de Kiev, Kiev, Ukraine | Ukraine                               | 1 - 1                                 | 1 - 1                                 | Éliminatoires de la Coupe du monde 2022 | But du pied droit à la 50e minute de jeu.                               |

## Palmarès
Avec l'AS Monaco, il est Vice-champion de France en 2014. Puis s'engage avec Manchester United en remportant la Community Shield en 2016, la Coupe de la Ligue anglaise en 2017 et la Ligue Europa en 2017. Il est également finaliste en 2021.
Avec l'équipe de France, il est finaliste du Championnat d'Europe des moins de 19 ans en 2013, finaliste du Championnat d'Europe en 2016 et remporte la Ligue des nations en 2021.

### En club
| AS Monaco (0)                                         | Manchester United (6) |
| ----------------------------------------------------- | --- |
| - Championnat de France (0) : - Vice-champion en 2014 | - Premier League (0) : - Vice-champion en 2018 et 2021 - Coupe d'Angleterre (2) : - Vainqueur en 2016 et 2024 - Finaliste en 2018 - Coupe de la Ligue (2) : - Vainqueur en 2017 et 2023 - Community Shield (1) : - Vainqueur en 2016 - Ligue Europa (1) : - Vainqueur en 2017 - Finaliste en 2021 - Supercoupe de l'UEFA (0) : - Finaliste en 2017 |

### En sélection
| France -19 ans (0)                                       | France (1)                                                                                     |
| -------------------------------------------------------- | ---------------------------------------------------------------------------------------------- |
| - Championnat d'Europe -19 ans (0) : - Finaliste en 2013 | - Championnat d'Europe (0) : - Finaliste en 2016 - Ligue des Nations (1) : - Vainqueur en 2021 |

### Distinctions personnelles
- Élu Joueur de l'année 2019-2020 par ses coéquipiers de Manchester United[54]
- Élu Joueur du mois du championnat d'Angleterre en septembre 2015[55]
- Élu Golden Boy en 2015 par le quotidien sportif italien Tuttosport[56]
- Élu révélation de l'année par France Football en 2015[57]

## Vie privée
Né de parents guadeloupéens, son frère Johan Martial évolue au poste de défenseur central dans un club professionnel malaisien et a joué pour la Martinique lors de la Gold Cup profitant de la non qualification des Gwadaboys, tandis que son cousin Alexis Martial évoluait aussi au poste de défenseur avec l'équipe U17 de l'Olympique lyonnais. Il joue actuellement au Servette FC.
D’avril 2014 à avril 2016, il a été en couple avec Samantha Jacquelinet. Ils ont eu une fille ensemble prénommée Peyton. En juin 2016, il se met en couple avec Mélanie Da Cruz, une candidate de télé-réalité, qu’il connaissait depuis son enfance et avec qui il s’est marié en 2019. Le 25 juillet 2018, le couple donne naissance à un petit garçon du nom de Swan Anthony. En mars 2022, elle annonce sur Instagram être divorcée d'Anthony Martial après 6 ans de relation.